# Stream of Passion

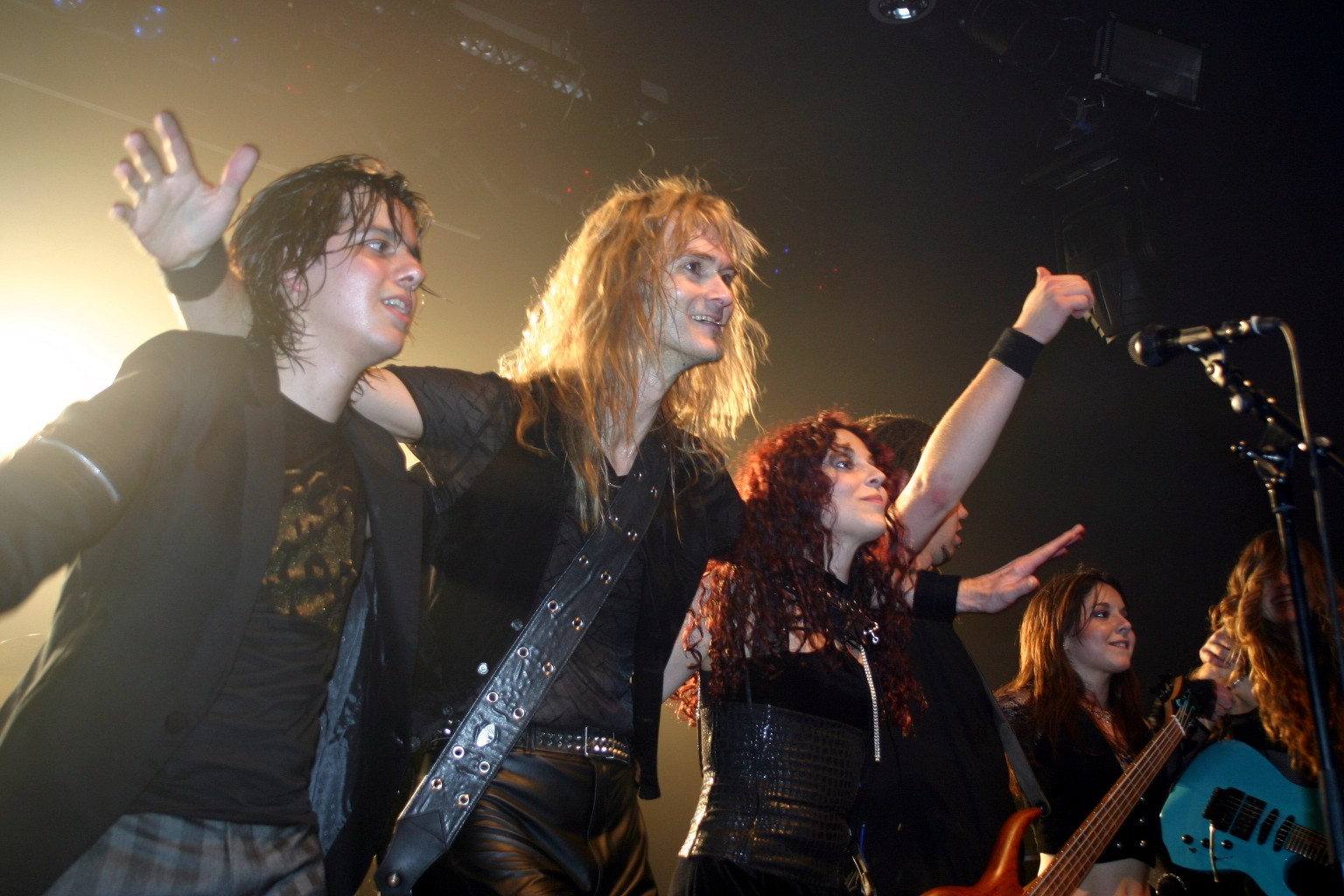
Stream of Passion bij een optreden in P60, begin 2006

Stream of Passion was een metalband geformeerd rond de Nederlandse gitarist Arjen Lucassen en de Mexicaanse zangeres Marcela Bovio. Deze twee hadden eerder samengewerkt op het album The Human Equation van Lucassens belangrijkste muzikale project, Ayreon.
De samenwerking beviel zo goed, dat de twee een band oprichtten met meerdere talenten uit verschillende landen: Lori Linstruth (gitaar), Alejandro Millán (keyboard), Davy Mickers (drums) en Johan van Stratum (basgitaar).
Het debuutalbum Embrace the Storm kwam uit op 24 oktober 2005 en had een aanzienlijk succes in de progressieve metal-scene. Tijdens de tour voor dit album, met buiten Nederland optredens in o.a. Engeland, Duitsland, België, Frankrijk en Mexico, werden ook opnames gemaakt voor de live-dvd Live in the Real World. Van het eerste album werd de single "Out in the Real World" uitgebracht. De videoclip hiervan kreeg redelijk veel airplay op de Nederlandse muziekzenders.

## Nieuwe bezetting en verdere albums
Begin 2007 maakten Arjen Lucassen, Alejandro Millán en Lori Linstruth bekend de band te verlaten. Davy, Johan en Marcela besloten om door te gaan en gingen op zoek naar nieuwe muzikanten. Sinds begin 2008 is de band doorgestart met de nieuwe bandleden Jeffrey Revet (keyboards), Eric Hazebroek (gitaar) en Stephan Schultz (gitaar). In deze bezetting namen ze het album The Flame Within op dat op 29 mei 2009 werd uitgebracht. Niet lang daarna verliet ook Davy Mickers de band, waarna diens plaats werd ingevuld door Ex-NovAct drummer Martijn Peters. In 2011 verscheen het album Darker Days, waarop ook enkele Spaanstalige nummers staan. Na onenigheid met het platenlabel over de te volgen muzikale koers, besloot Stream of Passion voor hun vierde album een crowdfundingsactie op te starten, waarmee ruim voldoende geld werd opgehaald. Op 28 februari 2014 werden de titels van de liedjes van dit album, A War of Our Own, bekendgemaakt. Het album verscheen op 18 april van dat jaar. 
Op 5 april 2016 maakte de band bekend te gaan stoppen. In de tweede helft van datzelfde jaar volgde een tour met een afscheidsconcert in Tivoli de Helling op 28 december.
In september 2023 heeft de band twee 'Out of the Darkness' reünie-optreden gegeven in poppodium Dynamo in Eindhoven. Ook werd, wederom via crowdfunding, de EP Beautiful Warrior met nieuw materiaal uitgebracht, die in stijl vergelijkbaar is met A War of Our Own.

## Discografie

### Albums
| Album met eventuele hitnotering(en) in de Nederlandse Album Top 100 | Datum van verschijnen | Datum van binnenkomst | Hoogste positie | Aantal weken | Opmerkingen |  |
| ------------------------------------------------------------------- | --------------------- | --------------------- | --------------- | ------------ | ----------- |  |
| Embrace the Storm                                                   | 2005                  | 29-10-2005            | 27              | 3            |             |  |
| Live in the Real World                                              | 2006                  | 01-07-2006            | 57              | 3            | met Ayreon  |  |
| The Flame Within                                                    | 2009                  | 06-06-2009            | 57              | 1            |             |  |
| Darker Days                                                         | 2011                  | 24-06-2011            | -               | -            |             |  |
| A War of Our Own                                                    | 2014                  | 18-04-2014            | -               | -            |             |  |
| Beautiful Warrior                                                   | 2023                  | 09-09-2023            | -               | -            | EP          |  |

### Singles
| Single met eventuele hitnotering(en) in de Nederlandse Top 40 | Datum van verschijnen | Datum van binnenkomst | Hoogste positie | Aantal weken | Opmerkingen |
| ------------------------------------------------------------- | --------------------- | --------------------- | --------------- | ------------ | ----------- |
| Out in the Real World                                         | 2006                  | 18-03-2006            | tip10           | -            |             |

### Dvd's
| Dvd's met hitnoteringen in de Nederlandse Music Top 30 | Datum van verschijnen | Datum van binnenkomst | Hoogste positie | Aantal weken | Opmerkingen |
| ------------------------------------------------------ | --------------------- | --------------------- | --------------- | ------------ | ----------- |
| Live in the Real World                                 | 2006                  | 08-07-2006            | 16              | 5            | met Ayreon  |